# Liceo classico Cavour
Il Liceo Classico e Musicale Statale "C. Cavour" è uno storico liceo di Torino.
Comprende due ordinamenti scolastici: il liceo classico e il liceo musicale e coreutico, sezione musicale. È uno degli istituti scolastici più antichi d'Italia: le sue origini risalgono al 1568.
La sede attuale (dal 1931) si trova in corso Tassoni 15, nei pressi di piazza Bernini, alla confluenza dei quartieri Campidoglio, San Donato e Cit Turin. Alla sede centrale furono affiancate nel tempo diverse succursali ubicate in varie parti della città; dal 1996-1997 la succursale è in via Tripoli 82 (zona Santa Rita).

## Storia
È il più antico liceo di Torino.  Dopo essere stato riorganizzato come "R. Ginnasio e R. Liceo del Carmine in Torino" nel 1859 a seguito del Regio Decreto 13 novembre, n. 3725 del Regno di Sardegna (la Legge Casati), riceve la sua attuale intitolazione a Camillo Benso conte di Cavour nel 1865 a seguito del Regio Decreto 4 marzo, n.2229, per la denominazione dei primi 68 Licei del Regno d'Italia.
Il liceo era materialmente l'erede del collegio dei Nobili del Ducato di Savoia e del Regno di Sardegna, la cui fondazione risale al 1568. Nel 1787 il Collegio dei Nobili cede la sua sede 'storica' all'Accademia delle Scienze di Torino ed è trasferito al Convento del Carmine, nell'attuale via Bligny (via delle Scuole) dove nel 1805-1806 diventa il Liceo del Piemonte annesso al Primo Impero francese (Dipartimento del Po); quindi al ritorno dei Savoia è nel 1818 assegnato temporaneamente ai Gesuiti dal re Vittorio Emanuele I e diventa Reale Collegio Maggiore del Regno fino al 1848-1849, quando sotto Carlo Alberto con la riorganizzazione dell'istruzione a opera delle Leggi Boncompagni (legge 4 ottobre 1848, n.819, ministro Carlo Boncompagni di Mombello) è il primo Istituto superiore statizzato del Regno di Sardegna (con la denominazione di Collegio-Convitto Nazionale di Educazione). Riorganizzato in R. Liceo, R. Ginnasio e R. Convitto nazionale del Carmine con la Legge Casati (v. sopra) , mantiene la denominazione fino all'attuale intitolazione del 1865. I preesistenti (e distinti) R. Ginnasio, R. Liceo e R. Convitto nel 1874 sono riuniti sotto un'unica presidenza. Dal 1911 e fino alla Riforma Gentile dell'istruzione, nel 1923, il Cavour è uno degli otto Istituti in Italia a ospitare anche il Liceo moderno. All'ex Convento del Carmine il Liceo mantiene la sua sede fino al 1931.
Nel 1900 il Liceo Cavour, insieme al Liceo ginnasio statale Vittorio Emanuele II di Napoli, al Garibaldi di Firenze e al Liceo classico Ennio Quirino Visconti di Roma, partecipò all'esposizione universale di Parigi.
Secondo una leggenda, la pianta a M dell'edificio fu edificata in onore di Mussolini: la sede infatti risale al 1931.
Secondo alcuni racconti, fu edificata sulle fondamenta di un collegio cattolico di suore risalente al Medioevo. Tuttavia, nell'aula magna, sono evidenti anche simboli massonici. Prima del trasferimento nella sede di corso Tassoni, il Liceo Cavour era situato nella sede del convento dei Padri Gesuiti, in Via del Carmine, nel Quadrilatero Romano.
Da giugno 2009 fu girata nella scuola la serie televisiva Fuoriclasse, andata in onda su Rai 1 dal 23 gennaio 2011.
A partire dall'anno scolastico 2014/2015, l'Istituto ospita l'indirizzo del Liceo Musicale. Inizialmente, era presente solo una sezione; dall'anno scolastico 2017/2018, le sezioni sono due (una nella sede di Corso Tassoni, una nella sede di Via Tripoli)

## Struttura
In seguito alla nuova riforma Gelmini, il liceo ospita due ordinamenti scolastici:
- liceo classico
- liceo musicale e coreutico

### Biblioteca "Einaudi" e archivio storico
La biblioteca, intitolata a Luigi Einaudi, e l'archivio storico della sede, che ha sede sempre all'interno della scuola, nell'aula che funge anche da sede per l'associazione ex-allievi, risalgono a quelli del collegio convitto fondato nel 1848.
Il fondo librario (specializzato in testi classici) è di circa quindicimila volumi, tra cui tre volumi risalenti al Cinquecento. Il Liceo conserva anche vari strumenti scientifici dalle antiche dotazioni (alcuni risalenti al secolo XVIII) e un mappamondo della seconda metà del Settecento.
La Biblioteca possiede la prima edizione (1947) di Se questo è un uomo di Primo Levi.
Nel 2018, in occasione dell'80º anniversario delle leggi razziali, la Biblioteca ha ospitato la mostra Come un fulmine, che raccoglieva documenti scolastici risalenti agli anni 1937, 1938 e 1939.

## Attività studentesche
L'Istituto era frequentato nell'Ottocento dai rappresentanti della nobiltà e della borghesia agiata, torinese e regionale; e ha continuato ad avere un'utenza prevalentemente orientata alle professioni liberali o all'insegnamento. Il numero degli studenti è oscillato parecchio. Erano 334 (calcolati però anche quelli del Ginnasio inferiore, che comprendeva l'attuale Scuola media inferiore) nel 1873-1874; oscillarono tra i due-trecento negli anni venti del Novecento e superarono i 900 nel 1991-1993. Nel 1946 un gruppo di studenti del Liceo, guidati da Giorgio Balmas, fonda l'Unione Musicale. Gli studenti hanno pubblicato negli anni una serie di giornali studenteschi, tra cui "Malebolge", "Oblò" e "Sisifo". Attualmente il periodico degli studenti è "I Resti del Camillo", uscito per la prima volta nel dicembre 2009, e ora in edizione online e, dal 2019, anche cartacea. Gli studenti hanno deciso di cambiare il nome della testata in "Il Camillo", il cambio di nome è avvenuto nel dicembre 2020. 
Nel dicembre 1991 è stata fondata l'Associazione ex-allievi, con lo scopo di "mantenere il legame ideale e sentimentale con la vecchia scuola, tra le vecchie e le nuove generazioni di studenti". L'Associazione ha negli anni organizzato e patrocinato varie iniziative di carattere culturale.

## Personaggi famosi
Il liceo classico Cavour vanta di aver avuto tra i suoi studenti grandi letterati e intellettuali della storia dell'Italia; tra essi figurano:
- Luigi Einaudi, 2º Presidente della Repubblica Italiana a cui è intitolata la biblioteca della scuola
- Cesare Pavese (solo Liceo)
- Guido Gozzano (solo Ginnasio)
- Giulio Carlo Argan
- Giuseppe Peano
- Giacomo Debenedetti
- Franco Venturi
- Livio Berruti
- Augusto Monti
- Natalino Sapegno (solo Ginnasio)
- Augusto Rostagni
- Ludovico Geymonat
- Giulio Cesare Dogliotti
- Modesto Panetti
- Mariano da Torino
- Raf Vallone
- Alessandro Barbero.

Tra i presidi si ricorda Gianni Oliva (2011-2012).